# Mueang Chonburi (huyện)
Mueang Chonburi (tiếng Thái: เมืองชลบุรี) là huyện thủ phủ (Amphoe Mueang) của tỉnh Chonburi, Đông Thái Lan.

## Địa lý
Các huyện giáp ranh (từ phía bắc theo chiều kim đồng hồ) là Bang Pakong thuộc tỉnh Chachoengsao, Phan Thong, Ban Bueng và Si Racha. Phía tây là vịnh Bangkok.

## Hành chính
Huyện này được chia thành 18 phó huyện (tambon), các đơn vị này lại được chia thành 107 làng (muban). Có 3 thị xã (thesaban mueang) - Chonburi, Saen Suk và Ban Suan. Các đô thị khác gồm có 3 thị trấn (thesaban tambon), Khlong Tamru, Bang Sai, và Ang Sila. Ngoài ra có 10 tổ chức hành chính tambon (TAO).
| Số TT | Tên             | Tên tiếng Thái |  |  |     |                |           |  |
| 1.    | Bang Pla Soi    | บางปลาสร้อย     |  |  | 10. | Nong Mai Daeng | หนองไม้แดง |  |
| 2.    | Makham Yong     | มะขามหย่ง       |  |  | 11. | Bang Sai       | บางทราย   |  |
| 3.    | Ban Khot        | บ้านโขด         |  |  | 12. | Khlong Tamru   | คลองตำหรุ  |  |
| 4.    | Saen Suk        | แสนสุข          |  |  | 13. | Mueang         | เหมือง     |  |
| 5.    | Ban Suan        | บ้านสวน         |  |  | 14. | Ban Puek       | บ้านปึก     |  |
| 6.    | Nong Ri         | หนองรี          |  |  | 15. | Huai Kapi      | ห้วยกะปิ    |  |
| 7.    | Na Pa           | นาป่า           |  |  | 16. | Samet          | เสม็ด      |  |
| 8.    | Nong Khang Khok | หนองข้างคอก     |  |  | 17. | Ang Sila       | อ่างศิลา    |  |
| 9.    | Don Hua Lo      | ดอนหัวฬ่อ        |  |  | 18. | Samnak Bok     | สำนักบก    |  |